# Bataille de Veranos
Expédition du Mexique
Batailles
- Fortín
- Las Cumbres
- 1er Puebla
- Barranca Seca
- Cerro del Borrego
- Tampico
- 2e Puebla
- Atlixco
- San Pablo del Monte
- San Lorenzo
- Totoapan
- Morelia
- Campeche
- Veranos
- Tacámbaro
- La Loma
- Parral
- Chihuahua
- Álamos
- Ixmiquilpan
- Bagdad
- Camargo
- Miahuatlán
- Carbonera
- Guayabo
- Villa de Álvarez
- San Jacinto
- Querétaro

La bataille de Veranos a lieu, dans l'état de Sinaloa durant l'expédition militaire française du Mexique, le 10 janvier 1865. Elle oppose le 7e bataillon de chasseurs à pied français aux forces républicaines mexicaines. Elle se conclut par la victoire de ces derniers.

## Bataille

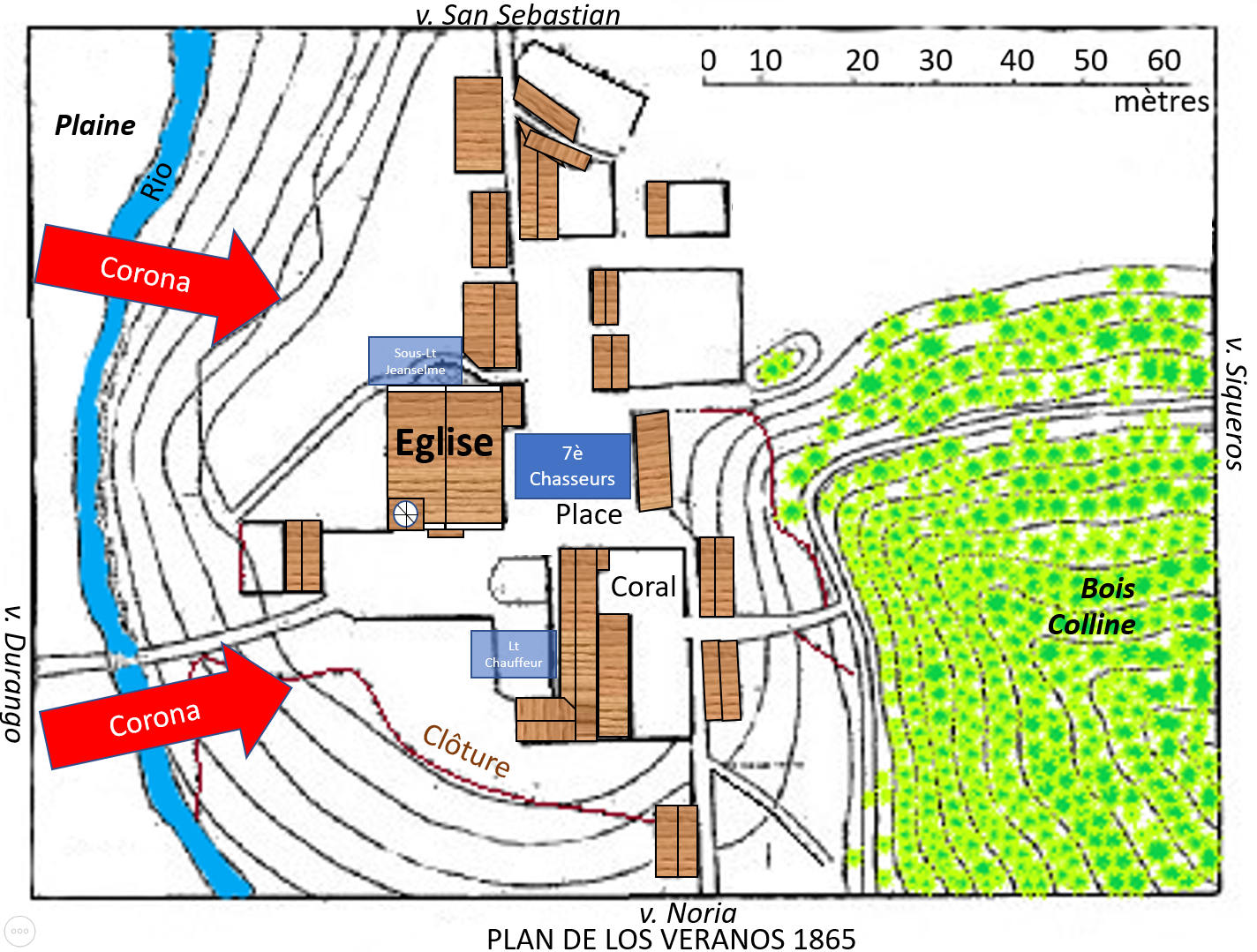
Plan du combat de Veranos 10 janvier 1865.

En janvier 1865, environ 2 500 soldats français du 7e bataillon de chasseurs à pied, également appelés « chasseurs de Vincennes », et commandés par le général Armand Alexandre de Castagny, se trouvent à Veranos, pourvus de grandes quantités de marchandises. Les Français quittent Veranos pour Siqueros (dans la municipalité de Mazatlán (es)), mais laissent une compagnie de 150 soldats du 7e bataillon de chasseurs, chargés de garder les marchandises qui n'ont pas pu être transportées. Cette compagnie est commandée par le lieutenant Eugène Chauffeur. Ce dernier confie au sous-lieutenant Jeanselme la création d'un réduit et place ses sentinelles pour surveiller les alentours du village. Chauffeur part ensuite avec une section en vue de chercher des vivres vers La Noria. Une centaine de guérilleros, commandés par le général mexicain Ramón Corona (es), réussissent à leur enlever 200 mulets.
Le lieutenant Chauffeur, revient de La Noria avec la 2e section. La journée s'était passée calmement, lorsque vers six heures et demie, à l'heure où les deux officiers Chauffeur et Jeanselme dînaient, le village est violemment attaqué par 1 500 Mexicains commandés par Corona. Le lieutenant Chauffeur dirige la défense de ses chasseurs, tirant des feux de pelotons particulièrement meurtriers grâce à la barricade qui avait été dressée, mais les juaristes, très nombreux (Corona avait réussi à lever plusieurs bandes, essentiellement dans le district de La Concordia), parviennent à mettre le feu aux maisons et à repousser les premières tentatives de sorties des Chasseurs.

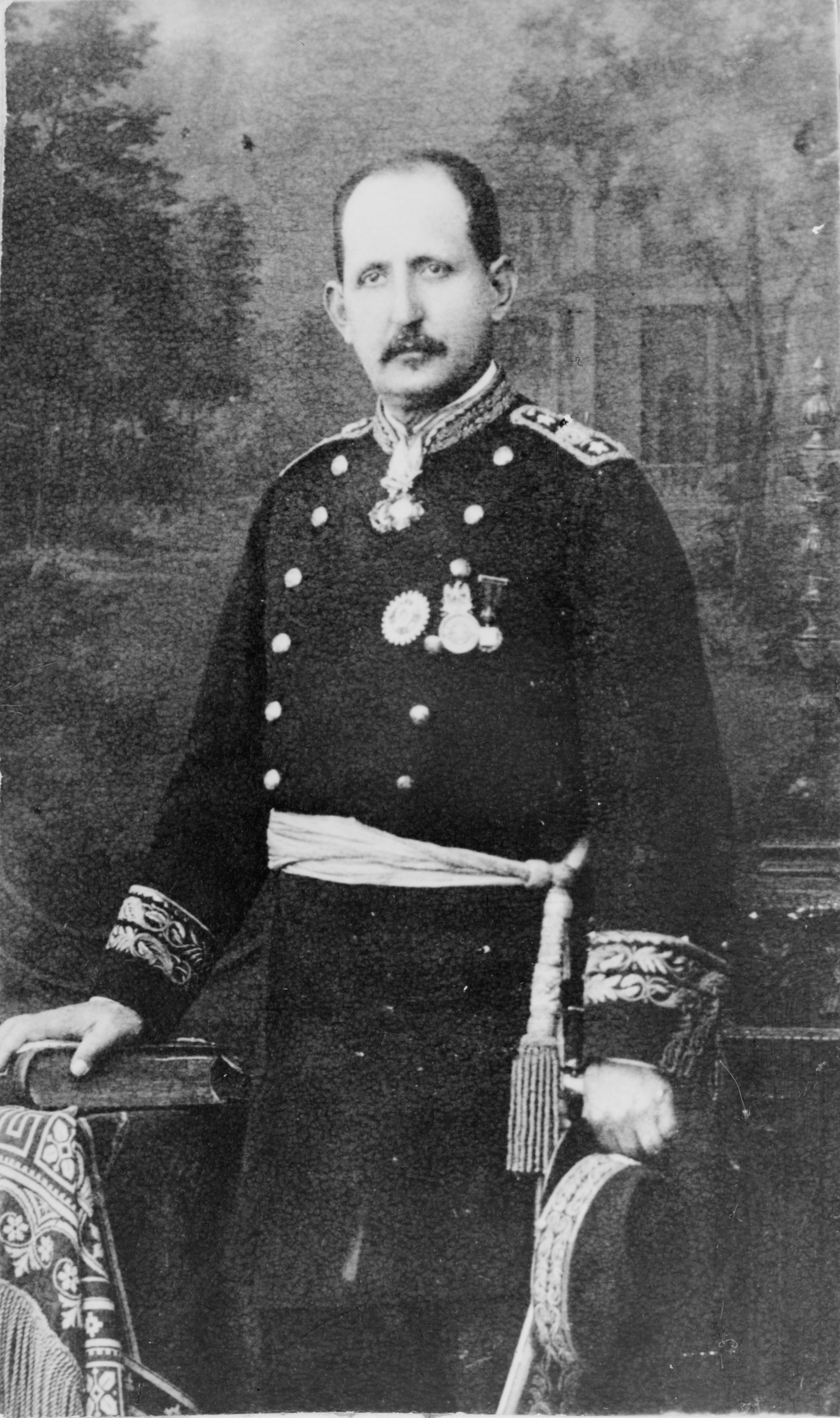
Le général Ramón Corona (1838-1889), vainqueur de la bataille.

Le coral étant en train de brûler et malgré de graves blessures dues aux combats (blessures par balles au bras droit et à la jambe droite et nombreuses plaies à la hanche et à la cuisse droite), le lieutenant Chauffeur, après avoir traversé deux fois les masses ennemies à la baïonnette, sort à nouveau de la tienda (boutique), menacée par les flammes. Avec 18 chasseurs, Chauffeur se dirige vers le cerro (la colline) qui domine le village et passe la nuit dans la montagne. En raison de la nuit, le groupe s'est dispersé et le lieutenant Chauffeur ne dispose plus que de quelques hommes.
Pourtant grièvement blessé, le lieutenant Chauffeur charge le fourrier Beaulouis, accompagné de Raynaud et de Ducos, d'aller prévenir le général de Castagny à Siqueros du combat. À 4 h du matin, Beaulouis peut rendre compte au commandant Bréart des événements. Un peu plus tard le matin, la 5e compagnie de la colonne du général de Castagny parvient à récupérer les survivants,. Le Moniteur universel publie : « Le lieutenant Chauffeur, commandant la compagnie [laissée à Los Veranos], a reçu quatre blessures ; il a eu 17 hommes tués. ».
Vainqueur, Corona accepte la reddition de 49 prisonniers français qui sont conduits au village d'El Jacobo dans la matinée du 11 janvier. Le clairon Lièvre parvient à s'échapper. Constatant qu'il manque un prisonnier, Corona ordonne de pendre les chasseurs Desprets et Masson afin de servir d'exemple et un semblant de préparatifs d'exécutions laisse pressentir aux autres prisonniers français que leur sort est également fixé. Ils sont livrés aux villageois qui leur infligent d'infâmes traitements. Le Figaro évoque Corona comme « le bourreau des prisonniers de Los Veranos, ce tigre à face humaine. »  En représailles, le général de Castagny incendie des maisons à Veranos.

### Articles
- Rodolphe Mowat (dir.), « Episodes de l'expédition du Mexique - Détails sur les deux combats de Los Veranos le 10 et le 11 juin 1865 (sic, janvier) », Revue du Cercle militaire, Cercle national des armées (France), no 15,‎ 15 avril 1905, p. 372-376 (lire en ligne, consulté le 6 mai 2021).
- P. de Pardeillan, « Souvenirs d'un vieux soldat », Feuille d'Avis de Neuchatel, Neuchatel (Suisse), vol. 169, no 159,‎ 12 juillet 1907, p. 2.

### Ouvrages
- Léonce Grandin (ill. MaîtreJean), Mémoires d'un chef de partisans de Vera-Cruz a Mazatlan, Tobra, 1895, 372 p. .
- Auguste Jean Charles Richard, Les Chasseurs à pied, Limoges, Henri Charles-Lavauzelle, 1891, 510 p. (lire en ligne), p. 253-254. .
- Paul Laurent, « La Guerre du Mexique de 1862 à 1866, journal de marche du 3e chasseurs d'Afrique, notes intimes écrites au jour le jour », sur gallica.fr, 1867.